# Санрайз-Лейк (Пенсільванія)
Санрайз-Лейк (англ. Sunrise Lake) — переписна місцевість (CDP) в США, в окрузі Пайк штату Пенсільванія. Населення — 1396 осіб (2020).

## Географія
Санрайз-Лейк розташований за координатами 41°18′48″ пн. ш. 74°57′47″ зх. д. / 41.31333° пн. ш. 74.96306° зх. д. (41.313245, -74.963149).  За даними Бюро перепису населення США в 2010 році переписна місцевість мала площу 5,09 км², з яких 4,74 км² — суходіл та 0,36 км² — водойми.

## Демографія
Згідно з переписом 2010 року, у переписній місцевості мешкало 1387 осіб у 478 домогосподарствах у складі 377 родин. Густота населення становила 272 особи/км².  Було 666 помешкань (131/км²).
Расовий склад населення:
| - 92,7 % — білих - 3,0 % — чорних або афроамериканців - 0,5 % — азіатів - 0,1 % — корінних американців |

До двох чи більше рас належало 3,0 %. Частка іспаномовних становила 9,3 % від усіх жителів.
За віковим діапазоном населення розподілялося таким чином: 27,0 % — особи молодші 18 років, 64,2 % — особи у віці 18—64 років, 8,8 % — особи у віці 65 років та старші. Медіана віку мешканця становила 38,8 року. На 100 осіб жіночої статі у переписній місцевості припадало 107,9 чоловіків;  на 100 жінок у віці від 18 років та старших — 104,2 чоловіків також старших 18 років.
Середній дохід на одне домашнє господарство  становив 75 909 доларів США (медіана — 82 269), а середній дохід на одну сім'ю — 86 807 доларів (медіана — 88 365). За межею бідності перебувало 6,4 % осіб, у тому числі 0,0 % дітей у віці до 18 років та 6,9 % осіб у віці 65 років та старших.
Цивільне працевлаштоване населення становило 831 особа. Основні галузі зайнятості: виробництво — 18,1 %, освіта, охорона здоров'я та соціальна допомога — 13,5 %, науковці, спеціалісти, менеджери — 10,1 %, будівництво — 9,3 %.